# Spirale di Ulam
La spirale di Ulam, o spirale dei numeri primi, è una semplice rappresentazione grafica dei numeri primi che rivela una trama non ancora pienamente compresa. 

## Storia
Fu scoperta dal matematico polacco Stanisław Ulam nel 1963, mentre, sovrappensiero, scarabocchiava su di un foglietto di carta durante un meeting. Ulam, annoiato dal convegno, disegnò una griglia di numeri, mettendo l'1 al centro e tutti i seguenti disposti a spirale:
Dopo segnò tutti i numeri primi ed ottenne:

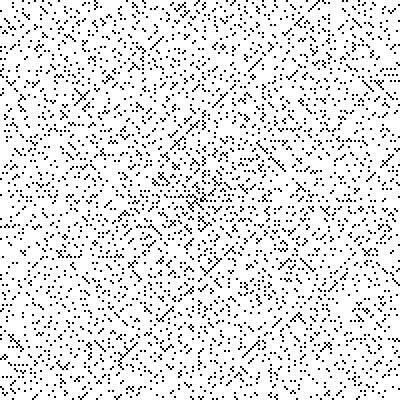
Spirale di Ulam di dimensioni 200 x 200

Sorpreso, notò che i numeri primi tendevano ad allinearsi lungo le diagonali, come si può chiaramente vedere dall'immagine qui a destra, dove è rappresentata una spirale di 200 x 200, con i numeri primi segnati in nero. Il fatto interessante non è la presenza in sé dei numeri primi lungo le diagonali: infatti, è noto che tutti i numeri primi eccetto il 2 sono dispari. Dato che nella spirale di Ulam le diagonali sono alternativamente composte da numeri pari e da dispari, è normale che i numeri primi giacciano solo su una diagonale si ed una no. Ciò che stupì Ulam era la tendenza dei numeri primi a concentrarsi su alcune diagonali piuttosto che su altre.
Test più rigorosi dimostrarono che effettivamente su alcune diagonali la concentrazione di numeri primi è maggiore rispetto ad altre. È stato inoltre notato che la particolare trama di punti si ripresenta anche quando si disegna la spirale ponendo al centro un numero di partenza diverso da 1.
Questo implica che esistono molte costanti {\displaystyle a}, {\displaystyle b} e {\displaystyle c} per le quali la funzione
{\displaystyle f(n)=an^{2}+bn+c}
genera, sostituendo {\displaystyle n} con una serie di numeri consecutivi, una grande quantità di numeri primi.
Ad esempio, nel XVIII secolo, Eulero osservò che con {\displaystyle a=1}, {\displaystyle b=1} e {\displaystyle c=17} la funzione assume la forma
{\displaystyle n^{2}+n+17}
E sostituendo {\displaystyle n} con i numeri naturali da {\displaystyle 0} a {\displaystyle 15}
{\displaystyle 0^{2}+0+17=17}
{\displaystyle 1^{2}+1+17=19}
{\displaystyle 2^{2}+2+17=23}
{\displaystyle 3^{2}+3+17=29}
{\displaystyle 4^{2}+4+17=37}
{\displaystyle 5^{2}+5+17=47}
{\displaystyle ...}
{\displaystyle 15^{2}+15+17=257}
si ottengono sedici numeri primi: {\displaystyle 17,19,23,29,37,47,59,73,89,107,127,149,173,199,227,257}.
Questo tentativo di comprendere la distribuzione dei numeri primi è stato giudicato abbastanza significativo da meritare la copertina di Scientific American nel mese di marzo 1964.